# 蘇爾茨峰 (阿爾高阿爾卑斯山脈)
47°27′44.64″N 10°32′11.68″E / 47.4624000°N 10.5365778°E

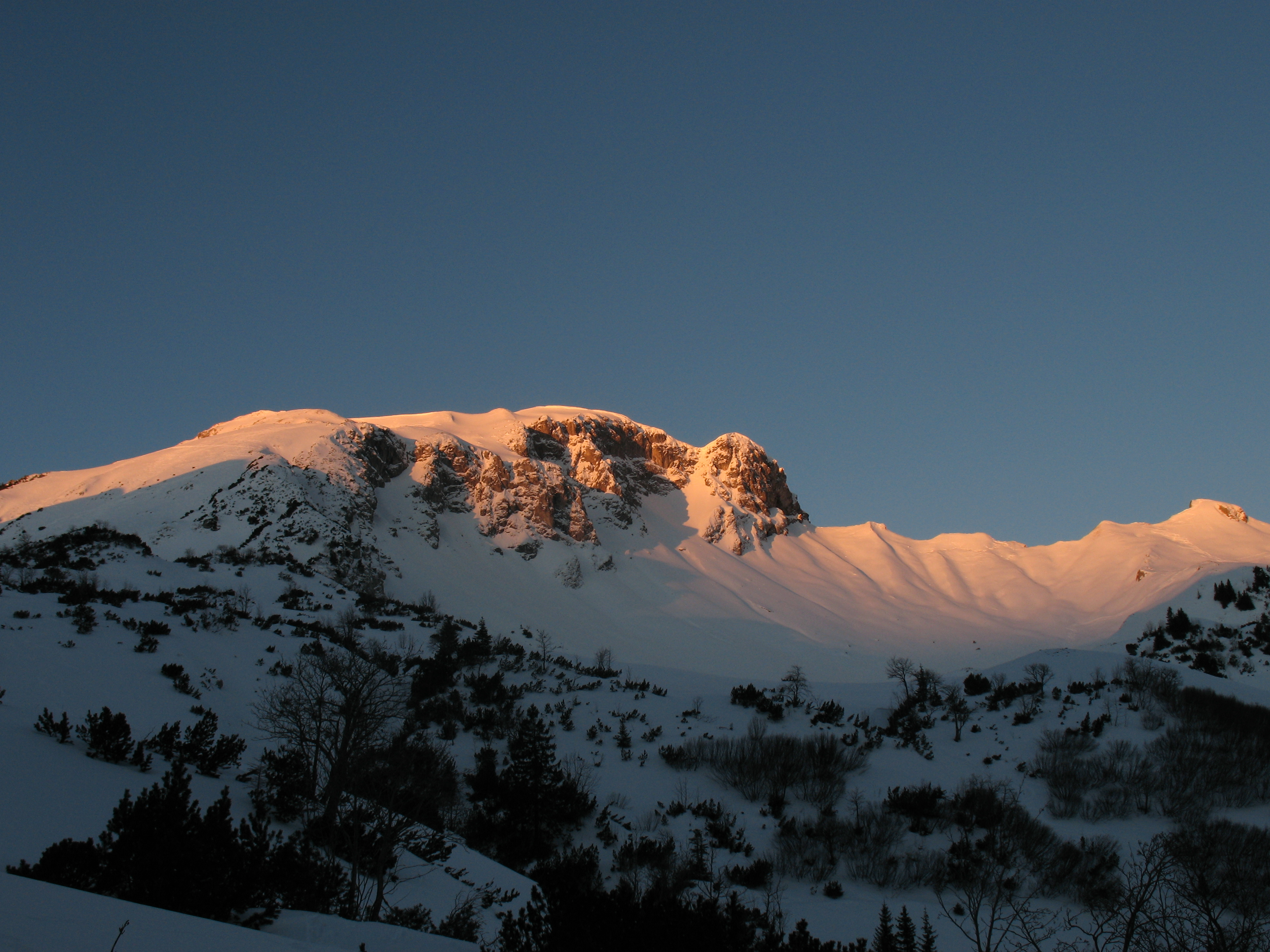

蘇爾茨峰（德語：Sulzspitze），是奧地利的山峰，位於該國西部，由蒂羅爾州負責管轄，屬於阿爾高阿爾卑斯山脈的一部分，距離萊拉赫峰2.4公里，海拔高度2,083米，每年平均降雨量1,698毫米。